# Pas de la Casa

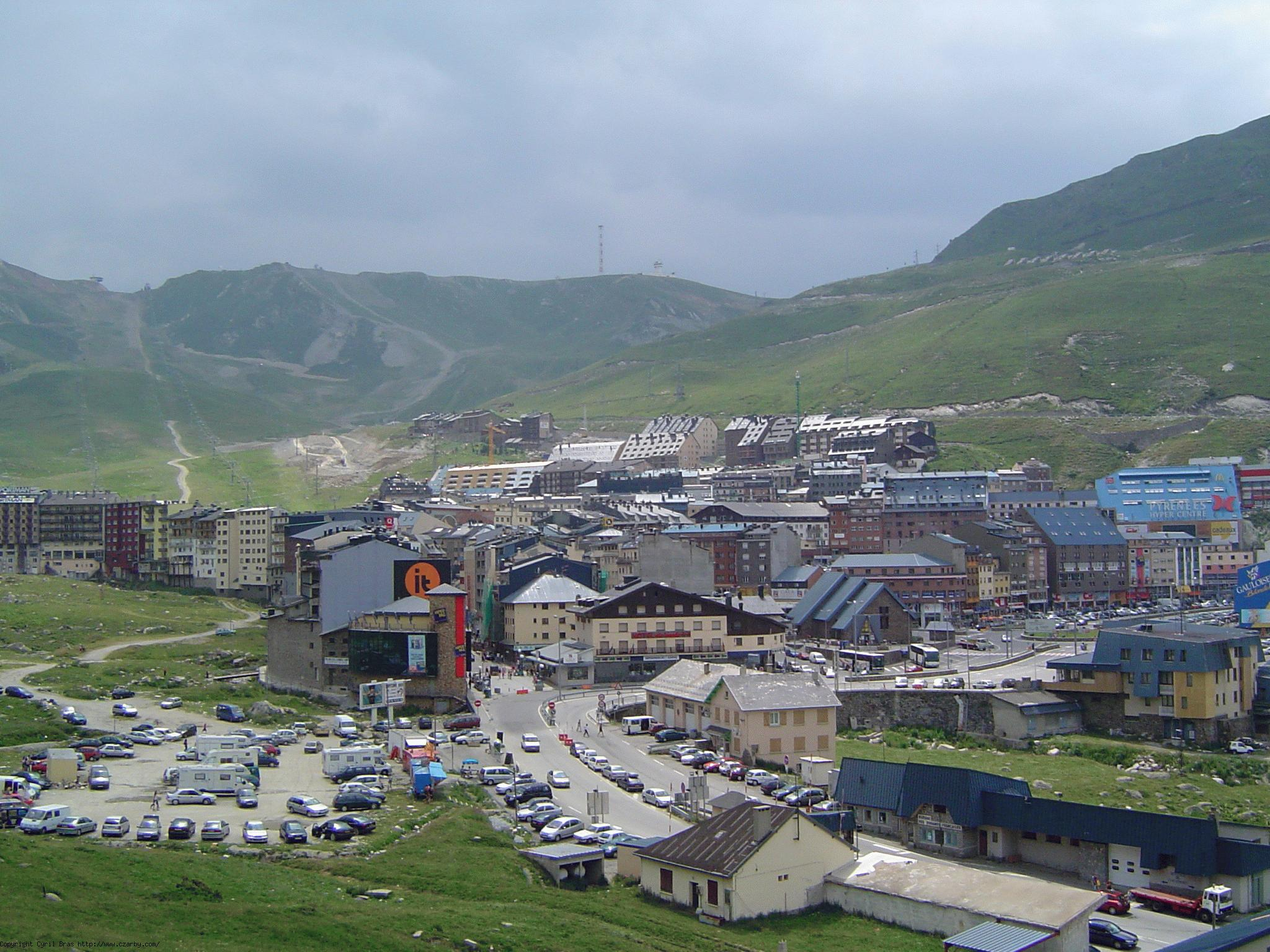
Vista de Pas de la Casa

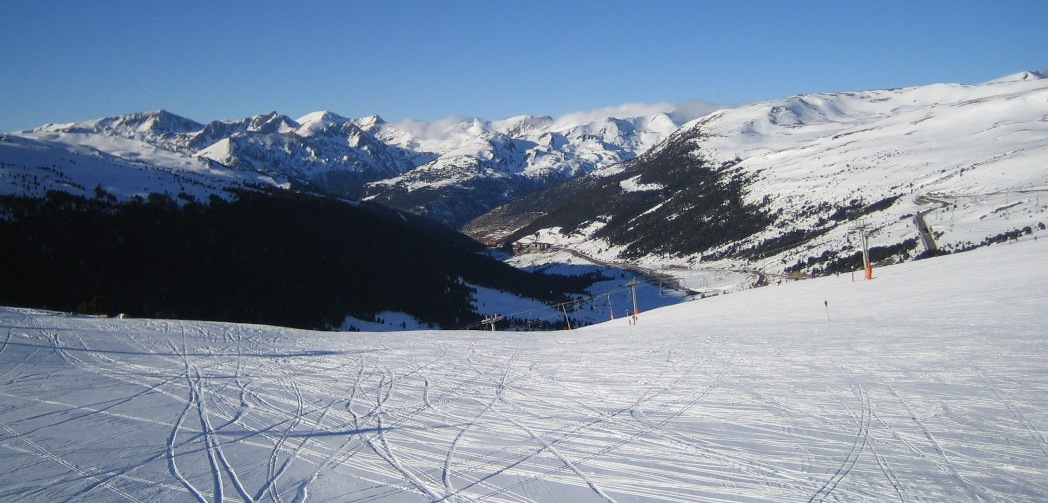
Grau Roig

Pas de la Casa é um resort e uma estação de esqui em Andorra, na paróquia de Encamp, encontrando-se praticamente sobre a Fronteira Andorra-França.
Seu primeiro elevador para o esqui foi aberto em 1957 e atualmente conta com 31 elevadores, 210 km de pistas e 6,26 km de terreno próprio para esqui. O ponto mais elevado situa-se a 2640 m de altitude. Sua popularidade cresceu com a prática de snowboard. É a estação mais elevada em Andorra, onde há o melhor registro da neve. Integra-se com a estação de Grau Roig. As duas estações fazem parte do sistema de pistas Gran Valira, onde é possível usar os meios mecânicos com um único forfait.
Pas de la Casa tem ligação rodoviária com o resto de Andorra de duas formas: por uma estrada montanhosa que sobe até ao pico chamado Port d' Envalira e daí desce para Canillo, Encamp e Andorra-la-Vella ou através de um moderno túnel que liga Pas de la Casa à estação de Grau Roig, que tem um pedágio (portagem) de cerca de 6,70 euros (Julho de 2018).
Além do esqui, Pas de la Casa é um centro de compras, e é também um local muito popular nas escolhas das viagens de finalistas dos alunos do ensino secundário, dos países europeus.
O idioma oficial em Andorra é o catalão. Mas, em Pas de la Casa a língua predominante nas ruas é o francês.